# Campo de Mayo

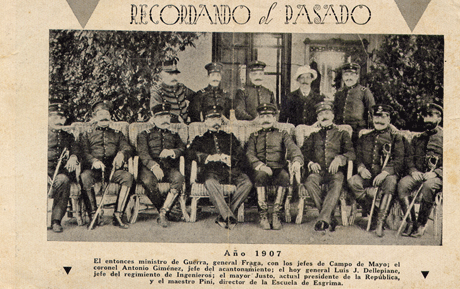
Stab des „Campo de Mayo“, 1907

Campo de Mayo ist eine Militärbasis im Partido San Miguel in Argentinien, circa 30 km nordwestlich von Buenos Aires. Die Basis ist eine der wichtigsten des Landes, hat eine Fläche von 80 km² und ist Sitz der Escuela General Lemos, einer Offizierschule der argentinischen Armee.

## Geschichte
Der Aufbau der Basis wurde am 8. August 1901 durch ein Gesetz von Kriegsminister General Pablo Riccheri initiiert.
Zwischen 1976 und 1982, während des Schmutzigen Kriegs, befanden sich vier geheime Folterzentren auf der Basis: „La Casita“, „Prisión Militar de Encausados“, „El Campito“ und das „Hospital Militar“. Die Argentinische Militärdiktatur (1976–1983) ließ auf dem Gelände Neugeborene von ihren Müttern wegnehmen (siehe Entführung der Kinder inhaftierter Mütter), um sie in Familien unterzubringen, die der Diktatur treu ergeben waren.
Campo de Mayo war im April 1987 Ort einer Meuterei, angeführt vom Militär Aldo Rico und ausgeführt von sogenannten Carapintadas (dt.: Angemalte Gesichter, wegen der Bemalung, die diese zur Tarnung nutzten). Der Vorfall war ein versuchter Putsch von Militärkräften gegen Präsident Raúl Alfonsín, trotz der Verabschiedung des Ley de Punto Final am 24. Dezember 1986, mit dem Anklagen aufgrund Verbrechen während des Schmutzigen Kriegs nur noch innerhalb einer bestimmten Frist möglich waren. Als eine der Folgen wurde das Gesetz über die Gehorsamspflicht verabschiedet, das die Strafverfolgung von Militärs niedriger Ränge stark einschränkte.